# Библиография Льва Бондарева
Лев Георгиевич Бондарев (1932—2005) — советский и русский географ, палеогеограф, гляциолог, геолог-четвертичник, геоэколог, доцент географического факультета МГУ.

### 1955
- Бондарев Л. Г. Одна строка // Вокруг света. № 5. С. 6-7.

### 1958
- Бондарев Л. Г. Ещё раз о «палеогеографической загадке Иссык-Куля» // Труды Отдела географии и Тянь-Шаньской физико-географической станции. Вып. 1. Фрунзе: Изд-во АН Киргиз. ССР. С. 129—141.
- Бондарев Л. Г. Необычная форма ледникового рельефа // Труды Отдела географии и Тянь-Шаньской физико-географической станции. Вып.1. Фрунзе: Изд-во АН Киргиз. ССР. С. 149—153.
- Бондарев Л. Г. Ледник Колпаковского // Работы Тянь-Шаньской физико-географической станции. Вып. 1 (Гляциология). Фрунзе: Изд-во АН Киргиз. ССР. С. 56-64.

### 1959
- Бондарев Л. Г. Обособление боковых притоков долинных ледников в регрессивную фазу оледенения // Сб. Материалов расширенного совещания рабочей группы по гляциологии Сов. Межвед. Комитета МГГ (Москва, 20-24 мая 1958 г.). М.: Изд-во МГГ. С. 139—150.

### 1960
- Бондарев Л. Г. Современное оледенение и вечная мерзлота // Бассейн реки Нарын: физико-географическая характеристика. Фрунзе: Изд-во АН Киргиз. ССР. С. 137—149.
- Бондарев Л. Г. Недавнее наступание одного из крупнейших ледников Тянь-Шаня // Материалы гляциологических исследований. Вып. 2. Фрунзе: Изд-во АН Киргиз. ССР. С. 21-28.
- Бондарев Л. Г. Уменьшение мощности ледника Южный Кара-Сай в 1943—1957 гг. // Материалы гляциологических исследований. Вып.2. Фрунзе: Изд-во АН Киргиз. ССР. С. 57-61.
- Бондарев Л. Г. Вопросы абсолютной хронологии Иссык-Куля // Тезисы докладов третьей научной конференции Тянь-Шаньской физико-географической станции АН Киргиз. ССР. Фрунзе: Изд-во АН Киргиз. ССР. С. 11-12.
- Бондарев Л. Г. Интересные береговые формы // Изв. АН Киргиз. ССР. Сер. естеств. и технич. наук. Том 2. Вып. 10 (география). Фрунзе: Изд-во АН Киргиз. ССР. С. 119—122.

### 1961
- Бондарев Л. Г. Эволюция некоторых ледников Тянь-Шаня за последнюю четверть века // Материалы гляциологических исследований. Вып. 1 (хроника, обсуждения). М.: Изд-во АН СССР. С. 81.
- Бондарев Л. Г. О последней фазе надвигания ледников в горной системе Ак-Шийрак // Тез. Докл. четвёртой научной конференции Тянь-Шаньской физико-географической станции АН Киргиз. ССР. Фрунзе: Изд-во АН Киргиз. ССР. С. 5.
- Бондарев Л. Г. Вопросы палеогеографии района массива Ак-Шийрак // Тез. Докл. четвёртой научной конференции Тянь-Шаньской физико-географической станции АН Киргиз. ССР. Фрунзе: Изд-во АН Киргиз. ССР. С. 25-26.
- Бондарев Л. Г. Обособление притоков долинных ледников в регрессивную фазу оледенения // Изв. ВГО. Том 93. Вып. 6. С. 426—431.
- Bondarev L. G. Evolution of some Tien-chan glaciers during the last quarter of the century // Publ. Assoc. Internat. Hydrol. Scient. Nо. 54.

### 1962
- Бондарев Л. Г. Солевой баланс Иссык-Куля и вопросы определения продолжительности существования озера// Работы Тянь-Шаньской высокогорной физико-географической станции. Вып. 5. Фрунзе: Изд-во АН Киргиз. ССР. С. 3-32.
- Бондарев Л. Г. Глинистый карст юго-западной части Иссык-Кульской котловины // Работы Тянь-Шаньской высокогорной физико-географической станции. Вып. 5. Фрунзе: Изд-во АН Киргиз. ССР. С. 131—135.
- Бондарев Л. Г. Энциклопедии Западной Европы о Киргизии (обзор некоторых послевоенных изданий) // Работы Тянь-Шаньской физико-географической станции. Вып. 5. Фрунзе: Изд-во АН Киргиз. ССР. С. 143—148.
- Бондарев Л. Г. Подводные долины Иссык-Куля // Природа. № 6. С. 97-98.

### 1963
- Бондарев Л. Г. Очерки по оледенению массива Ак-Шийрак. — Фрунзе: Изд-во АН Киргиз. ССР, 1963. — 202 с.
- Бондарев Л. Г. О положении «уровня 365» на северном склоне Терскея Ала-Тоо и в Ак-Шийраке // Тез. Докл. пятой научной конференции Тянь-Шаньской физико-географической станции АН Киргиз. ССР. Фрунзе: Изд-во АН Киргиз. ССР. С. 15-16.
- Бондарев Л. Г. Новые данные о древнем оледенении в районе массива Ак-Шийрак // Тез. Докл. пятой научной конференции Тянь-Шаньской физико-географической станции АН Киргиз. ССР. Фрунзе: Изд-во АН Киргиз. ССР. С. 17-19.
- Бондарев Л. Г., Коротаев В. Н. Ископаемые подводные нарушения слоистости древнеозерных отложений озера Иссык-Куль // Тез. Докл. пятой научной конференции Тянь-Шаньской физико-географической станции АН Киргиз. ССР. Фрунзе: Изд-во АН Киргиз. ССР. С 34-36.

### 1964
- Бондарев Л. Г., Забиров Р. Д. Колебания ледников Внутреннего Тянь-Шаня в последние десятилетия // Гляциологические исследования на Тянь-Шане (Работы Тянь-Шаньской физико-географической станции). Вып. 6. Фрунзе: Изд-во АН Киргиз. ССР. С. 7-21.
- Бондарев Л. Г. Вопросы четвертичной истории развития рельефа в районе массива Ак-Шийрак // Гляциологические исследования на Тянь-Шане (Работы Тянь-Шаньской физико-географической станции). Вып. 6. Фрунзе: Изд-во АН Киргиз. ССР. С 97-113.
- Бондарев Л. Г. Колебания ледников Внутреннего Тянь-Шаня в последние десятилетия // Материалы гляциологических исследований. Вып. 9 (хроника, обсуждения). М.: Изд-во АН СССР. С. 125—130.

### 1965
- Бондарев Л. Г. О положении «уровня 365» на северном склоне хребта Терскей-Алатоо и на массиве Ак-Шийрак // Гляциологические исследования на Тянь-Шане (Работы Тянь-Шаньской высокогорной физико-географической станции). Вып. XI. Фрунзе: Изд-во АН Киргиз. ССР. С. 6-13.
- Бондарев Л. Г. Древнее оледенение массива Ак-Шийрак // Гляциологические исследования на Тянь-Шане (Работы Тянь-Шаньской высокогорной физико-географической станции). Вып. XI. Фрунзе: Изд-во АН Киргиз. ССР. С. 95-107.
- Азыкова Э. К., Алешинская З. В., Бондарев Л. Г., Воскресенская Т. Н., Забиров Р. Д., Лефлат О. Н. Вопросы палеогляциологии Прииссыккулья // Тез. Докл. III Всесоюзного гляциологического симпозиума. Фрунзе: Изд-во АН Киргиз. ССР. С. 3-4.
- Бондарев Л. Г. Эоловые пески в верховьях Большого Нарына // Физическая география Тянь-Шаня (Работы Тянь-Шаньской высокогорной физико-географической станции). Вып. XII. Фрунзе: Изд-во АН Киргиз. ССР. С. 12-19.

### 1966
- Бондарев Л. Г. Эоловые пески в верховьях Большого Нарына // Физическая география Тянь-Шаня (Работы Тянь-Шаньской высокогорной физико-географической станции). Вып. XII. Фрунзе: Изд-во АН Киргиз. ССР. С. 12-19.
- Бондарев Л. Г. Первые итоги работ по изучению истории развития ландшафтов Иссык-Кульской котловины // Материалы объединённой научной сессии, посвященной 40-летию Киргизской ССР и компартии Киргизии. Фрунзе: Изд-во АН Киргиз. ССР. С. 171—172.
- Бондарев Л. Г., Горбунов А. П. Суффозионные явления в урочище Уч-Кошкон (Внутренний Тянь-Шань) // Вест. Моск. ун-та. Сер. 5. география. № 6, С. 87-91.
- Бондарев Л. Г. Журнал 1886 года сообщает // Советская Киргизия. № 21. Фрунзе.
- Бондарев Л. Г. Боомское ущелье 60 лет назад // Советская Киргизия. 2 сент. С. 4
- Aleshinskaya Z. V., Bondarev L. G., Zabirov R. D. Historique d'évolution du lac Issyk-Coul // Hydrology of lakes and reservoirs. Symposium, Cardna. Vol. 2. Publication N 71. P. 841—846.

### 1967
- Aleshinskaya Z. V., Bondarev L. G. Der heutige und der vorgeschichtliche Issyk-Kul-See // Abstract of the papers International symposium on paleolimnology at the Biological Research Institute of the Hungarian Academy of Sciences (Tihany, 28-31, August, 1967). Tihany, 1967, p. 3-4.

### 1968
- Бондарев Л. Г. Древние береговые линии на западе Иссыккульской котловины // Изв. ВГО. Том 100. Вып. 2. С. 137—139.
- Бондарев Л. Г., Коротаев В. Н. Формы и распространение ископаемых нарушений озерных отложений Иссык-Куля // Изв. Киргиз. Географ. Об-ва. Вып. 7. Фрунзе: Илим. С. 5-9.
- Бондарев Л. Г. Всесоюзный гляциологический симпозиум в Киргизии // Изв. Киргиз. Географ. Об-ва. Вып. 7. Фрунзе: Илим. С. 90-92.
- Азыкова Э. К., Алешинская З. В., Бондарев Л. Г., Воскресенская Т. Н., Забиров Р. Д., Лефлат О. Н. Вопросы палеогляциологии Прииссыккулья // Успехи советской гляциологии (Материалы третьего Всесоюзного гляциологического симпозиума). Фрунзе: Илим. С. 401—409.
- Алешинская З. В., Бондарев Л. Г., Воскресенская Т. Н., Лефлат О. Н. Современный и древний Иссык-Куль // Советские географы XXI Международному географическому конгрессу (Нью-Дели, 1968). Тезисы докладов и сообщений. М. С. 33-34.
- Бондарев Л. Г., Второв П. П. В аквариуме и в кляссере // Филателия СССР. № 5. М. С. 26-27.
- Бондарев Л. Г. Издано в Польше // Филателия СССР. № 6. М. С. 35.
- Aleshinskaya Z. V., Bondarev L. G., Leflat O. N., Voskresenskaya T. N. Issyk-Coul actuel et ancient // 21st Internat. Geogr. Congr. India, 1968. (Abstracts) / Calcutta, 1968 pp. 1-2.

### 1969
- Бондарев Л. Г., Орозгожоев Б. О. Бассейны правых притоков р. Сары-Джаз между устьями рек Ак-Шийрак и Куйлю: включая бассейн р. Куйлю. Л.: Гидрометеоиздат, 1969. 58 с. (Ресурсы поверхностных вод СССР: Каталог ледников СССР. Т. 14: Средняя Азия. Вып. 2: Киргизия; Ч. 7.)
- Алешинская З. В., Бондарев Л. Г. Новое о колебаниях уровня Иссык-Куля в историческое время // Изв. ВГО. Том 101. Вып. 2. С. 104—108.
- Алешинская З. В., Бондарев Л. Г., Воскресенская Т. Н., Лефлат О. Н. К истории озера Иссык-Куль // Новейшая тектоника, новейшие отложения и человек. Сб. 1. М. С. 90-97.
- Бондарев Л. Г., Горбунов А. П. Наледи Тянь-Шаня // Наледи Сибири. М.: Наука. С. 78-86.
- Бондарев Л. Г. Наледи Тянь-Шаня и тектонические разломы // Материалы гляциологических исследований. Хроника, обсуждения. Вып. 15. М.: Наука. С. 210—211.
- Aleshinskaya Z. V., Bondarev L. G. Le pleistocene de la depression d’Issyk-Coul et l’historie du climat du Tien-Chan // Bul. de l’Association francaise pour l’etude du Quaternaire. p. 43-61. fig.
- Aleshinskaya Z. V., Bondarev L. G. Der Issyk-Kul-See in Gegenwart und Vergangenheit // Mitt. Internat. Verein. Limnol. Stuttgart. p. 414—421.

### 1970
- Бондарев Л. Г. Бассейн реки Ак-Шийрак. Л.: Гидрометеоиздат, 1970. 54 с. (Ресурсы поверхностных вод СССР: Каталог ледников СССР. Т. 14: Средняя Азия. Вып. 2: Киргизия; Ч. 6.)
- Алешинская З. В., Бондарев Л. Г. Новые абсолютные датировки плейстоценовых и голоценовых отложений озера Иссык-Куль // Периодизация и геохронология плейстоцена. Л. С. 133—134.
- Алешинская З. В., Бондарев Л. Г. Колебания уровня озера Иссык-Куль в позднем плейстоцене и голоцене // Вопросы географии. Вып. 79 (Ритмы и цикличность в природе). М.: Мысль. С. 133—146.
- Азыкова Э. К., Бондарев Л. Г. История развития природы Иссык-Кульской котловины в плейстоцене // Географические исследования в Киргизии (Материалы к 1 съезду Киргизского географического общества). Фрунзе: Илим. С. 22-23.
- Бондарев Л. Г. Интенсивность денудации в предгорьях западной части северного склона Терскей-Алатоо // Физическая география Прииссыккулья. Фрунзе: Илим. С. 21-33.
- Азыкова Э. К., Алешинская З. В., Бондарев Л. Г., Воскресенская Т. Н., Лефлат О. Н., Орлов А. И. Материалы по стратиграфии и палеогеографии плейстоцена юго-восточной части Иссык-кульской котловины // Физическая география Прииссыккулья. Фрунзе: Илим. С. 64-115.
- Бондарев Л. Г. Опыт палеоклиматической реконструкции для последней ледниковой эпохи на примере северного склона хребта Терскей-Алатау // Доклады отделений и комиссий ГО СССР. Вып. 16. Л.: Изд-во ГО СССР. С. 142—149.

### 1971
- Бондарев Л. Г. О полувековом развитии некоторых Тянь-Шаньских ледников // Некоторые закономерности оледенения Тянь-Шаня. Фрунзе: Илим. С. 120—129
- Бондарев Л. Г. Особенности внутривековых фаз изменчивости ледников Тянь-Шаня // Некоторые закономерности оледенения Тянь-Шаня. Фрунзе: Илим. С. 137—144.
- Бондарев Л. Г. О некоторых линейных формах микрорельефа перигляциальной зоны // Некоторые закономерности оледенения Тянь-Шаня. Фрунзе: Илим. С. 145—147.
- Алешинская З. В., Бондарев Л. Г., Воскресенская Т. Н., Лефлат О. Н. Разрез новейших отложений Иссык-Кульской впадины / Ред. К. К. Марков. М.: Изд-во Моск. ун-та, 1971. 163 с.

### 1972
- Aleshinskaya Z. V., Bondarev L. G., Gorbunov A. P. Periglacial phenomena and some paleogeographical problems of Central Tian-Shan // Biuletyn peryglacjalny. No. 21. Lod’z. 1972. p. 5-13.

### 1973
- Алексеев Ф. А., Бондарев Л. Г., Зверев В. Л., Спиридонов А. И. Влияние радиоактивности атмосферных осадков на изотопный состав урана озера Иссык-Куль в связи с определением его возраста // Геохимия. № 5. С. 787—790.
- Бондарев Л. Г. Об интенсивности тектонического поднятия некоторых районов Тянь-Шаня в послеледниковое время // Новейшая тектоника, новейшие отложения и человек. Сб. 5. М.: Изд-во МГУ. С. 108—111.
- Бондарев Л. Г., Зверев В. Л., Спиридонов А. И. К вопросу об определении продолжительности существования бессточного Иссык-Куля по неравновесному урану // Новейшая тектоника, новейшие отложения и человек. Сб. 5. М.: Изд-во МГУ. С. 298—304.
- Азыкова Э. К., Бондарев Л. Г., Бондарева В. Я. К палеогеографии южной части Иссык-Кульской котловины в позднем голоцене (на примере р. Чичкан) // Структура и динамика компонентов природы Тянь-Шаня. Фрунзе: Илим. С. 41-44.
- Бондарев Л. Г. Ярусные долины ниже слияния Иныльчека с Сары-Джазом (Центральный Тянь-Шань) и их тектоническая обусловленность // Структура и динамика компонентов природы Тянь-Шаня. Фрунзе: Илим. С. 74-79.
- Бондарев Л. Г. Динамика уровня оз. Иссык-Куль за последние 100 лет // Структура и динамика компонентов природы Тянь-Шаня. Фрунзе: Илим. С. 87-95.

### 1974
- Бондарев Л. Г. Вечное движение: Планетарное перемещение вещества и человек. — М.: Мысль, 1974. — 160 с.

### 1975
- Бондарев Л. Г. О роли эолового невулканического материала в морском осадконакоплении // Комплексные исследования природы океана. Вып. 5. М.: Изд-во МГУ. С. 115—128.
- Бондарев Л. Г. Тающие континенты? // Ежегодник «Земля и Люди». М.: Мысль. С. 23-27.
- Бондарев Л. Г. О гидрографической связи Иссык-Куля и Каркары в конце позднего плейстоцена-голоцена // Проблемы географии Киргизии (Материалы к II съезду Киргизского географического общества). Фрунзе: Илим. С. 69-70.
- Bondarev L. G. Issyk-Kul — ein warmer See // Exact. Informationen aus Wissenschaft und Technik in der Sowjetunion. No. 9. Stuttgart. S. 7-12.

### 1976
- Бондарев Л. Г. Ледники и тектоника / Отв. ред. К. К. Марков. Л.: Наука, 1975. 131 с.; отзыв: А. А. Никонов. Книга о взаимодействии тектонических и ледниковых явлений. Геомофология. 1976. № 3. С. 108—109
- Бондарев Л. Г. Влияние тектоники на эволюцию ледников и формирование гляциального рельефа / Отв. ред. Р. Д. Забиров. — Фрунзе: Илим, 1976. — 136 с.
- Бондарев Л. Г. Ландшафты, металлы и человек. — М.: Мысль, 1976. — 72 с. — 35 000 экз.
- Бондарев Л. Г. Металлический пресс на биосферу // Проблемы общей физической географии и палеогеографии. М.: Изд-во МГУ. С. 140—149.
- Алешинская З. В., Бондарев Л. Г., Чигаревым Н. В., Шумова Г. М. О тектонике, климате и оледенении Тянь-Шаня в плейстоцене // Проблемы общей физической географии и палеогеографии. М.: Изд-во МГУ. С. 198—210.
- Бондарев Л. Г., Каплин П. А., Свиточ А. А. Использование палеогеографических материалов для долгосрочного географического прогноза // Географические исследования в Московском университете. Традиции, перспективы. М.: Изд-во МГУ. С. 179—184.
- Бондарев Л. Г. «Бессильная вода» // Химия и жизнь. № 11. С. 34-35.

### 1977
- Бондарев Л. Г. О недавней гидрографической связи бассейнов озера Иссык-Куль и реки Каркары// Динамика природных процессов горных стран. Л.: Изд-во ГО СССР. С. 34-39.
- Алешинская З. В., Бондарев Л. Г., Бондарева В. Я. Погребенные почвы Иссык-Кульской котловины в палеогеографическом аспекте// Динамика природных процессов горных стран. Л.: Изд-во ГО СССР. С. 40-46.
- Алешинская З. В., Бондарев Л. Г. О колебании увлажненности в бассейне оз. Иссык-Куль в голоцене// Колебания увлажненности Арало-Каспийского региона в голоцене// Тез. докл. М. С. 37-38.
- Бондарев Л. Г. Гром среди ясного неба // Химия и жизнь. № 5. С. 69
- Бондарев Л. Г. Планета ветров // Ежегодник «Земля и Люди». М.: Мысль. С. 264—266.

### 1978
- Бондарев Л. Г. Колебания уровня озера по археологическим и историческим данным // В кн.: Озеро Иссык-Куль (очерки по физической географии). Фрунзе: Илим. С. 112—117.
- Бондарев Л. Г., Забиров Р. Д. Физико-химические свойства воды// В кн.: Озеро Иссык-Куль (очерки по физической географии). Фрунзе: Илим. С. 122—126.
- Бондарев Л. Г. История терпов — «холмов спасения» // Ежегодник: «На суше и на море». Вып. 18, М.: Мысль. С. 406—407.

### 1979
- Бондарев Л. Г. Суша, отвоеванная у моря / Художник В. И. Харламов. — М.: Мысль, 1979. — 88 с. — 60 000 экз.
- Бондарев Л. Г. Почему Эгиль убил Грима? // Химия и жизнь. № 3. М. С. 76-77.
- Бондарев Л. Г. Окончится ли железный век? // Ежегодник: «На суше и на море». Вып. 19. М.: Мысль. С. 394—398.

### 1980
- Алешинская З. В., Бондарев Л. Г. О колебании увлажненности в бассейне озера Иссык-Куль в голоцене // Колебания увлажненности Арало-Каспийского региона в голоцене. М.: Наука. С. 222—225.
- Алешинская З. В., Бондарев Л. Г., Шумова Г. М. К палеогеографии бассейна озера Чатыр-Кель в плейстоцене // Новейшая тектоника, новейшие отложения и человек. Сб. 7. М.: Изд-во МГУ. С. 137—147.
- Бондарев Л. Г. «Черный прилив» // Ежегодник «Земля и Люди». М.: Мысль. С. 89-91.

### 1981
- Бондарев Л. Г. Роль растительности в миграции веществ в атмосферу // Природа. № 3. М. С. 86-90.
- Бондарев Л. Г. «Легенда об Уленшпигеле» — глазами палеогеографа // Знание-сила. № 5. М. С. 39
- Бондарев Л. Г., Зверев В. Л., Спиридонов А. И. Изотопы урана и плутония в ледниках и водах Иссык-Кульской котловины // Исследование природных вод изотопными методами. М. С. 198—200.

### 1982
- Бондарев Л. Г. Реликтовый эоловый рельеф в восточной части Иссык-Кульской котловины // Динамика ландшафтов равнинных и горных стран. Л.: Изд-во ЛГУ. С. 148—154.
- Бондарев Л. Г. Роль новейших движений в расширении зоны гляциального морфогенеза // Тез. докл. Всесоюзного совещания «Проблемы неотектоники и современной динамики литосферы». Том 2. Таллин. С. 106.
- Алешинская З. В., Бондарев Л. Г., Шумова Г. М. Палеогеография Тарагайской котловины (Внутренний Тянь-Шань) в позднем плейстоцене и голоцене// Новейшая тектоника, новейшие отложения и человек. Сб. 8. М.: Изд-во МГУ. С. 135—138.
- Бондарев Л. Г., Добродеев О. П., Евсеев А. В. Проблема естественного геохимического фона окружающей среды // Новейшая тектоника, новейшие отложения и человек. Сб. 8. М.: Изд-во МГУ. С. 158—166.
- Алешинская З. В., Бондарев Л. Г. История озера Иссык-Куль // Географические исследования четвертичного периода к 11 конгрессу Международного Союза по четвертичному периоду. М.: Изд-во МГУ. С. 147—154.
- Бондарев Л. Г. Микроэлементы вокруг нас. Техногенное рассеивание в окружающей среде // Наука в СССР. № 2. С. 104—109 (на русском, английском, немецком и французском языках).
- Бондарев Л. Г. К вопросу о позднеплейстоценовом оледенении Тянь-Шаня // Развитие природы территории СССР в позднем плейстоцене и голоцене. М.: Наука, С.54-63.

### 1983
- Бондарев Л. Г. Проблема 100-метровой регрессии Иссык-Куля // Геоморфологические и гидрометеорологические исследования береговой зоны озера Иссык-Куль. Фрунзе: Илим. С. 53-65.
- Бондарев Л. Г. О возрасте реликтового лавинного конуса в долине р. Чон-Кемин (Северный Тянь-Шань) // Ледники, снежный покров и лавины горных районов Казахстана. Алма-Ата: Изд-во АН Казахской ССР. С. 163—165.
- Бондарев Л. Г. Новейшие движения, появление эмбриональных тектонических ледников и расширение зоны гляциального морфогенеза на примере Внутреннего Тянь-Шаня // Неотектоника и динамика литосферы подвижных областей территории СССР (Материалы Всесоюзного совещания по проблеме неотектоники и динамики литосферы. Таллин. 26-29 окт. 1982). Таллин. С. 176—181.
- Bondarev L. G. Are there grounds form alarm? // Sputnik. No. 8. APN. M. p. 76-80. (A monthly digest of the best current Soviet Writing).

### 1984
- Бондарев Л. Г. Микроэлементы – благо и зло. — М.: Знание, 1984. — 144 с. — (Наука и прогресс). — 80 000 экз.
  - 2-изд. М: ЁЁ Медиа, 2012. 146 с.; На польском яз.: Microelementy dobro i zlo. Warszawa: Not Sigma, 1991. 140 с.
- Бондарев Л. Г., Катагощин О. Д. География в современном мире // Мир географии: (География и географы. Природная среда). М.: Мысль. С. 8-29.
- Бондарев Л. Г. Земля как планета // В кн. «Мир географии (География и географы. Природная среда)». М.: Мысль. С. 96-111
- Бондарев Л. Г. «Живые приборы» // Ежегодник «На суше и на море». М.: Мысль. С. 434—437.
- Бондарев Л. Г. Сигареты и вулканы // Природа. № 11. М. С. 127—128.

### 1985
- Бондарев Л. Г. О возрасте 100-метровой регрессии Иссык-Куля // Проблемы исследования крупных озёр СССР. Л.: Наука. С. 273—276
- Бондарев Л. Г. Перестройка гидрографической сети Внутреннего Тянь-Шаня в позднем плейстоцене // Изв. ВГО. Том 117. Вып. 5. М. С. 332—336.
- Бондарев Л. Г. Аккумуляция древесного аллювия и человек // Вестн. Моск. ун-та. Сер.5. География. № 4. С. 45-50.
- Бондарев Л. Г., Бондарева В. Я. Особенности почвенного покрова разновозрастных поверхностей в горных условиях (на примере Тянь-Шаня) // Тез. докл. 7 Делегатского съезда ВОП. ч. 4. Ташкент. С. 11.
- Бондарев Л. Г. Школа академика К. К. Маркова // Московский Университет. 23 мая. № 39. С. 3.

### 1986
- Бондарев Л. Г. Гипсометрия пустующих каров на Тянь-Шане // Вопросы палеогеографии плейстоцена и общей физической географии. ч. 2. М. С. 11-16.

### 1987
- Бондарев Л. Г. Экологические проблемы ранних цивилизаций // Теоретические и методические проблемы палеогеографии. М.: Изд-во МГУ. С. 108—127.
- Бондарев Л. Г. Денудационно-аккумулятивные процессы в странах античного Средиземноморья // Вест. Моск. ун-та. Сер.5. География. № 6. М. С. 27-32.

123. К вопросу о возрасте 100-метровой регрессии Иссык-Куля // Проблемы и методы исследования динамики береговой зоны внутренних водоемов (тезисы докладов). Фрунзе: Илим. С. 27.

### 1988
- Баландин Р. К., Бондарев Л. Г. Природа и цивилизация. — М.: Мысль, 1988. — 392 с. — (Мир географии). — 80 000 экз. — ISBN 5-244-00182-5.
- Бондарев Л. Г. «Пьедестальные ледники» — форма позднеплейстоценового оледенения на Тянь-Шане, не имеющая современных аналогов // Итоги и перспективы физико-географических исследований в Киргизии (Тез. докладов, посвященных 40-летию Тянь-Шаньской высокогорной физико-географической станции). Фрунзе: Илим. С. 38-39.

### 1990
- Бондарев Л. Г. Гипсометрические различия в положении пустующих каров на Тянь-Шане // Гляциально-нивальные области Тянь-Шаня. Фрунзе: Илим. С. 51-55.
- Бондарев Л. Г. Историческая география и экология // Проблемы комплексного территориального планирования и географо-экономического анализа природопользования в автономных республиках и перспективы их решения в новых условиях хозяйствования и управления (Тез. докл. Всесоюзной научно-практической конференции). Саранск. С. 87-88.

### 1991
- Бондарев Л. Г., Севастьянов Д. В. Рельеф берегов и дна озера Иссык-Куль // История озёр Севан, Иссык-Куль, Балхаш, Зайсан и Арал. Серия: История озёр СССР. Л.: Наука. С. 78-86.
- Бондарев Л. Г. Перестройка гидрографической сети бассейна озера Иссык-Куль // История озёр Севан, Иссык-Куль, Балхаш, Зайсан и Арал. (серия: История озёр СССР). Л.: Наука. С. 89-90.

### 1992
- Бондарев Л. Г. Палеоэкология и историческая экология // Вест. Моск. ун-та. Сер. 5. География. № 6. М. С. 30-36.

### 1993
- Бондарев Л. Г. Прогнозы забытого русского фантаста // Техника — молодежи. № 1. М. С. 40-41.
- Бондарев Л. Г. В пасти белого дракона // Техника — молодежи. № 6. М. С. 28-29.
- Бондарев Л. Г. Странная и поучительная судьба империи Майя // Техника — молодежи. № 6. М. С. 48-49.
- Бондарев Л. Г., Кравцова В. И. Новаторская серия крупномасштабных гляциологических карт (критический анализ карт «Изменение ледников хребта Ак-Шийрак» с 1943 по 1977 г. м-б 1: 50000 и «Ледник Абрамова: рельеф поверхности, рельеф ложа, толщина льда» м-б 1-25000. ГУКК СССР М. 1990) // Материалы гляциологических исследований, программа и методический анализ составления атласа снежно-ледовых ресурсов Мира. Вып. 76. М.: Наука. С. 233—236.

### 1994
- Бондарев Л. Г. Историческая экология // Земля и Вселенная. № 3. М.: Наука. С. 28-35.
- Бондарев Л. Г. Изменчивый мир ледникового периода и древний человек // Земля и Вселенная. № 6. М.: Наука. С. 55-62.
- Бондарев Л. Г. Японское наступление на море // Техника — молодежи. № 3. М. С. 16-17.
- Бондарев Л. Г. Застывшие в падении // Техника — молодежи. № 3. М. С. 64.

### 1995
- Баков Е. К., Бондарев Л. Г., Ден Янсинь Общая характеристика Тянь-Шаньской горно-ледниковой системы // Оледенение Тянь-Шаня. М. С. 6-23.
- Бондарев Л. Г. География огня // Вест. Моск. Ун-та. Сер.5. География. № 1. М. С. 42-49.
- Бондарев Л. Г. История антропогенной эрозии в Центральной Европе // Экологические аспекты теоретической и прикладной географии (Материалы Международной конференции «3 Щукинские чтения», 16-17 мая 1995 г.). М. С. 110—112.
- Бондарев Л. Г. Ликвидация вековых запасов древесного аллювия — ранняя форма антропогенного воздействия на сток // Водные ресурсы. Том 22. № 3. С. 313—314.
- Бондарев Л. Г. Будем жить по 200 лет. Сенсации и фантазии Николая Шелонского // Вечерняя Москва. 02 авг. С.3.

### 1996
- Бондарев Л. Г. Техногенез — новый фактор в развитии природы Земли // Земля и Вселенная. № 1. М.: Наука. С. 30-37.
- Бондарев Л. Г. Особенности экологической ситуации в средневековой Европе // Вест. Моск. ун-та. Сер. 5. География. № 1. С. 25-31.
- Бондарев Л. Г. Свинцовый закат Римской империи // Терра инкогнита. № 9-10. М. С. 18-21.

### 1997
- Бондарев Л. Г. Техногенез и техносфера // Вест. Моск. Ун-та. Сер. 5. География. № 2. М. С. 26-30.
- Бондарев Л. Г. Инопланетный рельеф // Земля и Вселенная. № 4. М.: Наука. С. 108—110.
- Бондарев Л. Г. Ледники, их жизнь и работа // География. Изд. Дом, 1 сентября, № 30. С. 4, 15.
- Бондарев Л. Г. Карликовые государства: не только в Европе // География. Изд. дом 1 сентября. № 44. С. 1-3, 6.
- Бондарев Л. Г. Москва и Россия в 2892 году // Чудеса и приключения. № 2. М. С. 40-41.
- Бондарев Л. Г. Герои, остановившие чуму // Чудеса и приключения. № 9. М. С. 22-23.
- Bondarev L. G., Govedzishvili R. G., Solomina O. N. Fluctuations of local glaciers in the southern ranges of the former USSR: 18.000 — 8.000 BP // Quaternary International. Vols. 38/39. pp. 103—108.

### 1998
- Бондарев Л. Г. Палеоэкология и историческая экология (Учебное пособие). М.: Изд-во МГУ, 1998. 108 с.
- Бондарев Л. Г. Экологическая ситуация на Пиренейском полуострове в 8-17 вв. // Вест. Моск. Ун-та. Сер. 5. География. № 2. М. С. 26-30.
- Бондарев Л. Г. Дожди из серной кислоты // Земля и Вселенная. № 3. М.: Наука. С. 20-27.
- Бондарев Л. Г. География огня // География. Изд. Дом 1 сентября. № 2. С. 1-3.
- Бондарев Л. Г. География огня (продолжение) // География. Изд. дом 1 сентября. № 3. С. 6, 11.
- Бондарев Л. Г. Сахара — экологическая ошибка? // География. Изд. Дом 1 сентября. № 4. С. 8-9.
- Бондарев Л. Г. Зима в Средневековой Европе (Читая Шарля Де Костера) // География. Изд. дом 1 сентября. № 16. С. 7, 11.
- Бондарев Л. Г. Картографические сюжеты на почтовых марках // География. Изд. дом 1 сентября. № 30. С. 16.
- Бондарев Л. Г. Марны и Вердены в ледяном пространстве // Чудеса и приключения. № 3. М. С. 42-43.
- Бондарев Л. Г. [Рецензия] Кропоткин П. А. Естественнонаучные работы. М.: Наука, 1998. 268 c. (Научное наследство РАН; Т. 25)

### 1999
- Бондарев Л. Г. История природопользования (Учебное пособие). М.: Изд-во МГУ, 1999. 96 с.
- Бондарев Л. Г. Остров Гельголанд как объект техногенного воздействия // Вест. Моск. ун-та. Сер. 5. География. № 4. С. 61-63.
- Бондарев Л. Г. Загрязнение окружающей среды // Экологический энциклопедический словарь. М.: Изд. Дом «Ноосфера». С. 243—246.
- Бондарев Л. Г. Техносфера // Экологический энциклопедический словарь. М.: Изд. дом «Ноосфера». С. 672—674.
- Бондарев Л. Г. Цивилизации на реках // Энциклопедия для детей. Том 13. Страны. Народы. Цивилизации. М.: Аванта+. С. 56-63.
- Бондарев Л. Г. Люксембург // Энциклопедия для детей. Том 13. Страны. Народы. Цивилизации. М.: Аванта+. С. 134.
- Бондарев Л. Г. Монако // Энциклопедия для детей. Том 13. Страны. Народы. Цивилизации. М.: Аванта+. С. 145.
- Бондарев Л. Г. Лихтенштейн // Энциклопедия для детей. Том 13. Страны. Народы. Цивилизации. М.: Аванта+. С. 158.
- Бондарев Л. Г. Сан-Марино // Энциклопедия для детей. Том 13. М.: Аванта+. С. 170.
- Бондарев Л. Г. Мальта // Энциклопедия для детей. Том 13. М.: Аванта+. С. 174—175.
- Бондарев Л. Г. Империя бобров // География. Изд. Дом 1 сентября. № 13. С. 10-11.

### 2000
- Бондарев Л. Г., Горбунова И. А., Северский Э. В. Горбунов Алдар Петрович. Якутск: Институт мерзлотоведения СО РАН. 2000. 49 с. (Серия: Ученые-мерзлотоведы)
- Бондарев Л. Г. Локальные энергетические кризисы в Европе // Вест. Моск. ун-та. Сер. 5. География. № 5. С. 13-17.
- Бондарев Л. Г. Саранча в Европе // Глобальные изменения природной среды (климат и водный режим). М.: Научный Мир. С. 292—297.
- Бондарев Л. Г. Суша, отвоеванная у моря // География. Изд. дом 1 сентября. № 25. С. 1, 5.
- Бондарев Л. Г. Неутомимый труженик // Живописная Россия (Российский географический журнал). М. № 4. С. 47-48.

### 2001
- Бондарев Л. Г. Судьба российских лесов // Земля и Вселенная. № 3. С. 23-32.
- Бондарев Л. Г. От мифов до научных гипотез // Универсальная энциклопедия для юношества. Земля. М.: Изд. дом «Современная педагогика». С. 12-17.
- Бондарев Л. Г. На берегах Жёлтой реки // Энциклопедия для детей. Том 19. Экология. М.: Аванта+. С. 167.
- Бондарев Л. Г. Плавучие огороды индейцев майя // Энциклопедия для детей. Том 19. Экология. М.: Аванта+. С. 191.
- Бондарев Л. Г. Леса стратегического назначения // Энциклопедия для детей. Том 19. Экология. М.: Аванта+. С. 225.
- Бондарев Л. Г. Картографы каменного века // География. Изд. дом 1 сентября. № 35. С. 23-24.

### 2002
- Бондарев Л. Г. Европейский и восточный типы природопользования в Европе в 8-9 вв. на фоне исторических событий // Историческая география: новые направления и методы исследования. Спб.
- Бондарев Л. Г. Планетарная денудация // Земля и Вселенная. № 5. С. 31-40.
- Бондарев Л. Г. Техногенез — новый этап в развитии Земли // Лазурь. № 8. М. С. 4-7.
- Бондарев Л. Г. Почему Клавдий усыновил Нерона? // Невтон. № 2. М. С. 43-47.

### 2003
- Бондарев Л. Г. Саранча в Европе// Вест. Моск. ун-та. Сер. 5. География. № 1. С. 67-70

### 2004
- Бондарев Л. Г. «Архитекторы» ландшафтов // Наука в России. № 5 (сентябрь-октябрь). М.: Наука. С. 104—112 (на русском и английском языках).

### Посмертные издания
- Бондарев Л. Г. Антропогенные острова // Земля и Вселенная. 2006. № 6. С. 27-34.
- Бондарев Л. Г., Баков Е. К., Мельникова А. П. В защиту старых взглядов на вюрмское оледенение Тянь-Шаня // Материалы гляциологических исследований. №. 103. 2007. С. 39-46.
- Баландин Р. К., Бондарева В. Я., Коротаев В. Н., Никонов А. А. и др. Лев Бондарев: Статьи и воспоминания. М., 2016. 38 c.